# حمام الكمرك
حمّام الكمرك من حمامات بغداد العامة ويقع في الجانب الشرقي  من بغداد في محلة المصبغة.وتحديداً يقع بين سوق الصاغة والمدرسة المستنصرية  يطل من جهته الخلفية على نهر دجلة .
وجاءت الإشارة إلى هذا الحمام. في وقفية نابي خاتون بنت عبد الله أم محمد سعيد باشا والي بغداد المؤرخة في (28 رجب 1237ه‍/20 نيسان 1822م) حيث وقفت دكاناً لها قرب (حمام الكمرك)، محدوداً بدكان والي بغداد داود باشا .وقد أزيل هذا الحمام سنة 1330ه‍/1911م.